# Pelópidas Benedicto de Sousa Gouveia
Pelópidas Benedicto de Sousa Gouveia (Vitória, 26 de maio de 1885 — falecido em data desconhecida) foi um médico e político brasileiro, tendo sido intendente-geral da cidade de Três Lagoas.
Filho do desembargador Epaminondas de Sousa Gouveia e de Etelvina de Sousa Gouveia, colou grau em medicina pela Faculdade Nacional de Medicina em 1915, tendo, no ano seguinte, em 23 de junho de 1916, fixado residência em Três Lagoas.
Na cidade, passou a desempenhar o cargo de médico da Sociedade Beneficente dos Empregados da Estrada de Ferro Itapura-Corumbá, a Estrada de Ferro Noroeste do Brasil.
Contraiu matrimônio com Jolinda de Gouveia, tendo os seguintes filhos: Etelvina Maria de Gouveia Prando, Epaminondas José de Sousa Gouveia, Sebastião Fenelon de Sousa Gouveia, Maria do Carmo Gouveia de Morais e Pelópidas Fenelon de Sousa Gouveia.
Iniciou-se na política, tendo sido eleito e empossado intendente-geral do município, em 1927, ocupando o cargo até março do mesmo ano, ocasião em que deixou o cargo para Aristides Osório, intendente interino. Retornando à administração municipal em 10 de maio de 1928, nela permaneceu até 7 de junho, quando por motivos particulares deixou definitivamente o cargo, passando-o a João Miguel Espiridião, o vice-intendente eleito.